# 서동수 (야구 선수)
서동수(徐東洙, 1986년 4월 28일 ~ )은 KBO 리그 전 KIA 타이거즈의 선수이다.

## 출신 학교
- 천안남산초등학교
- 천안북중학교
- 북일고등학교
- 대불대학교